# Pallanuoto ai XII Giochi asiatici
Il XII torneo asiatico di pallanuoto si è svolto ad Hiroshima, in Giappone, dall'11 al 15 ottobre 1994 nell'ambito dei XII Giochi asiatici.
Il torneo è tornato a disputarsi con la formula del girone unico.

Il Kazakistan, alla prima esperienza assoluta ai Giochi, ha conquistato il suo primo titolo continentale, superando in classifica i quattro volte campioni in carica della Cina.

## Risultati
| 11 ottobre | Iran | 10 – 6 | Singapore |  |

| 11 ottobre | Cina | 11 – 2 | Corea del Sud |  |

| 11 ottobre | Kazakistan | 11 – 8 | Giappone |  |

| 12 ottobre | Kazakistan | 10 – 6 | Iran |  |

| 12 ottobre | Cina | 19 – 6 | Singapore |  |

| 12 ottobre | Giappone | 11 – 6 | Corea del Sud |  |

| 13 ottobre | Kazakistan | 12 – 9 | Cina |  |

| 13 ottobre | Corea del Sud | 14 – 8 | Singapore |  |

| 13 ottobre | Iran | 11 – 15 | Giappone |  |

| 14 ottobre | Cina | 10 – 6 | Iran |  |

| 14 ottobre | Kazakistan | 14 – 10 | Corea del Sud |  |

| 14 ottobre | Giappone | 17 – 3 | Singapore |  |

| 15 ottobre | Kazakistan | 21 – 7 | Singapore |  |

| 15 ottobre | Iran | 9 – 8 | Corea del Sud |  |

| 15 ottobre | Cina | 9 – 5 | Giappone |  |

## Classifica finale
|         | Squadra       | Punti | G | V | N | P | GF | GS | Diff |
| ------- | ------------- | ----- | - | - | - | - | -- | -- | ---- |
| Oro     | Kazakistan    | 10    | 5 | 5 | 0 | 0 | 68 | 40 | +28  |
| Argento | Cina          | 8     | 5 | 4 | 0 | 1 | 58 | 31 | +27  |
| Bronzo  | Giappone      | 6     | 5 | 3 | 0 | 2 | 56 | 40 | +16  |
| 4.      | Iran          | 4     | 5 | 2 | 0 | 3 | 42 | 49 | -7   |
| 5.      | Corea del Sud | 2     | 5 | 1 | 0 | 4 | 40 | 53 | -13  |
| 6.      | Singapore     | 0     | 5 | 0 | 0 | 5 | 30 | 81 | -51  |

## Fonti
- (EN) AASF - All Asian Games results (PDF), su asiaswimmingfederation.org. URL consultato il 17 marzo 2011 (archiviato dall'url originale l'11 agosto 2011).
- (EN) Todor66.com - Sport statistics Archive, su todor66.com.